# پس از زمین
پس از زمین (به انگلیسی: After Earth) یک فیلم اکشن-ماجراجویی و علمی تخیلی آمریکایی محصول سال ۲۰۱۳، به کارگردانی ام. نایت شامالان و نویسندگی شامالان و گری ویتا است. این فیلم بر اساس ایده داستانی اصلی ویل اسمیت دربارهٔ پدری ارتشی با بازی خودش و پسر نوجوانش (جیدن اسمیت) است که در حین مأموریت سفینه آن‌ها دچار سانحه‌ای می‌شود و مجبور به نشستن بر روی سیاره زمین که ۱۰۰۰ سال پیش طی فاجعه زیست‌محیطی مانند تغییرات آب و هوایی تبدیل به مکانی غیرقابل سکونت برای انسان‌ها شده بود، سقوط کردند. در اینجا بود که پسر باید برای نجات پدرش از مرگ به تنهایی برای یافتن دستگاهی برای فرستادن پیام نجات با خطرات گوناگونی مواجه می‌شد. این دومین فیلمی است بعد از فیلم در جستجوی خوشبختی (۲۰۰۶) که پدر و پسر واقعی ویل و جیدن اسمیت، با هم در یک فیلم ایفای نقش می‌کنند.
پس از زمین توسط کلمبیا پیکچرز به صورت آی‌مکس در ۳۱ مه ۲۰۱۳ اکران شد.

## داستان
در زمان آینده تغییرات آب و هوایی و سوانح طبیعی انسان‌ها را مجبور به ترک زمین و زندگی در یک سیاره جدید به نام نوا پرایم نمود. هزار سال پس از این واقعه انسان‌ها درگیر جنگی با موجودات بیگانه‌ای که قصد در تسخیر نوا پرایم داشتند، شدند. سلاح اصلی آن‌ها شکارچیانی بزرگ و چابک اما کور که در واقع شکار خود را با حس و استشمام ترس شناسایی می‌کردند. داستان حول یک ژنرال در سپاه رنجرهای متحده به نام سایفر ریج به همراه پسر نوجوانش کیتای ریج که بسیار علاقه داشت همانند پدرش تبدیل به یک رنجر شود. او بسیار در تمرینات نظامی موفق بود اما به علت عدم آمادگی در امتحان پایانی رد شد. پس از بازگشت پدرش از مأموریت سایفر تصمیم گرفت کیتای را همراه خود ببرد اما سفینهٔ آن‌ها درگیر طوفانی فضایی شده و در سیاره زمین سقوط می‌کند. تمام مسافران سفینه به غیر از سایفر و کیتای جان خود را از دست داده بودند و سایفر نیز به شدت دچار جراحات و شکستگی شده بود. این چنین شد که کیتای جوان باید حدوداً ۱۰۰ کیلومتر راه را برای یافتن دم سفینه و دستگاه ارسال پیام نجات طی می‌کرد.